# Lucy Marchandise
Pour les articles homonymes, voir Marchandise (homonymie) et Hadengue.
Lucy Marchandise, épouse Hadengue, née le 5 décembre 1883 à Paris et morte le 25 février 1963 à Versailles, est une artiste française.
Elle a notamment travaillé comme dessinatrice de décors pour la manufacture de Sèvres de 1906 à 1912.

## Biographie
Denise Lucy Marie Marchandise naît en 1883 à Paris, fille de Léon Michel Marchandise, négociant en parfumerie, et de Mart(h)e Marie Bläzy, son épouse.
Dans son commerce du 53, boulevard de Sébastopol, Léon Michel Marchandise distribue notamment les savons de la marque Cosmydor pour lesquels il fait réaliser des réclames en chromolithographie. Selon l’historienne Nathanaëlle Tressol, « compte-tenu de la grande demande de décors (emballages, réclames, affiches) pour le secteur cosmétique à la Belle Époque, [il] pouvait voir un intérêt certain à orienter sa fille dans une carrière de dessin industriel. »
Successivement élève d'Eugène Morand, Edmé Couty et Henri Barberis, Lucy Marchandise est récompensée en 1902, pour un dessin de fichu de Marie-Antoinette, lors du premier concours organisé par le comité des dames de l'Union centrale des arts décoratifs. Deux ans plus tard, elle devient pupille du comité et commence à exposer au Salon des artistes. Les années suivantes, elle remporte plusieurs prix pour divers projets d'arts décoratifs (éventails, linge de maison, pièces de dentelle).
En 1906, Lucy Marchandise gagne un concours de décoration de carreaux de céramique organisé par la Revue de l’art, ce qui lui ouvre les portes de la manufacture de Sèvres comme dessinatrice de décors. Elle dessine plusieurs dizaines de pièces, notamment des vases et des tasses à café, jusqu'en 1912,.
En mai 1912, Lucy Marchandise participe à son dernier Salon. En décembre, elle se marie avec Pierre Hadengue, docteur en médecine versaillais. Sa carrière s'arrête après son mariage.
Lucy Marchandise meurt en 1963 à Versailles, à l'âge de 79 ans.

## Œuvres
(liste non exhaustive)
- Un projet de store et brise-bise en dentelle, Salon de 1904, localisation inconnue (no 4836)
- Un projet de store et brise-bise en dentelle, Salon de 1904, localisation inconnue (no 4837)
- Projet de deux éventails en dentelle, Salon de 1905, localisation inconnue (no 4941)
- Un cadre contenant : Un éventail en dentelle noire, projet de Mlle Lucy Marchandise, a.[rt] d.[écoratif], Salon de 1905, localisation inconnue (no 1020)
- Projets de décoration de trois vases, Salon de 1907 (no 4741), achat par la manufacture de Sèvres[7]
- Un cadre contenant : Deux projets de vases, Salon de 1908, localisation inconnue (no 5016)
- Un projet de vase, Salon de 1908, localisation inconnue (no 5017)
- Une vitrine d'objets d'art ; cuir, corne, dentelle, Salon de 1910, localisation inconnue (no 5392)
- Une vitrine contenant des objets d'art en matières diverses, Salon de 1912, localisation inconnue (no 5300)
- 40 projets de décors pour la manufacture de Sèvres, musée national de la Céramique, Sèvres, base Joconde[4]